# Poecilopsyche yudhishthira
Poecilopsyche yudhishthira är en nattsländeart som beskrevs av Schmid 1968. Poecilopsyche yudhishthira ingår i släktet Poecilopsyche och familjen långhornssländor. Inga underarter finns listade i Catalogue of Life.